# Dracula (Computerspielreihe)
Dracula, auch bekannt als Dracula-Reihe, ist eine mehrteilige Adventure-Computerspielreihe, bestehend aus den Einzeltiteln Dracula: Resurrection, Dracula 2: Die letzte Zufluchtsstätte (The Last Sanctuary), Dracula 3: Der Pfad des Drachen, Dracula 4: The Shadow of the Dragon und Dracula 5: The Blood Legacy. Die ursprünglich von Wanadoo entwickelten Spiele beruhen inhaltlich und thematisch auf Passagen des populären Romans Dracula von Bram Stoker. Während der zweite Teil eine direkte Fortsetzung des ersten Teils darstellt, knüpft Teil 3 nur noch lose an seine beiden Vorgänger. Der zuletzt erschienene vierte und fünfte Teil erzählen ebenfalls eine eigene Geschichte und stellen zwei Teile eines zusammengehörigen Spiels dar.
Dracula Resurrection und Dracula 2: Die letzte Zufluchtsstätte erschienen für die PlayStation 1. Die restlichen Dracula Spiele erschienen dann nur noch auf dem PC.

## Spielprinzip
Die Spiele der Dracula-Reihe sind First-Person-Adventures. Die Kamera zeigt das Geschehen aus der Sicht des Spielers, der sich mittels der Maus einen 360°-Überblick über seinen Standort verschaffen kann. Der jeweilige Raum wird nicht in Echtzeit berechnet, sondern ist komplett vorgerendert. In der Mitte des Bildschirms befindet sich ein dort fixierter Cursor. Ruht dieser über einem Gegenstand, einem NPC oder einem Ausgang wie einer Tür oder einer Straße, so verändert er seine Form, und der Spieler kann eine kontextbezogene Interaktion starten. Die Spielwelt besteht aus einzelnen Räumen, die über Ausgänge miteinander verbunden sind; klickt der Spieler in einem Raum auf ein Ausgangssymbol, gelangt er zum zugeordneten neuen Raum und kann sich so von Ort zu Ort durch die Spielwelt navigieren. Bewegliche Gegenstände können in einem sogenannten Inventar verstaut und von dort aus mit anderen Gegenständen kombiniert werden, beispielsweise ein Schlüssel mit einer Tür.

## Spieleübersicht
| Nr. | Jahr | Titel                               | Studio         | Publisher                                               |
| --- | ---- | ----------------------------------- | -------------- | ------------------------------------------------------- |
| 1   | 1999 | Dracula: Resurrection               | Index+         | Buka, Dreamcatcher, Index+, Microïds                    |
| 2   | 2000 | Dracula: The Last Sanctuary         | Wanadoo        | Anuman, Canal+ Multimedia, Cryo, Dreamcatcher, Microïds |
| 3   | 2008 | Dracula 3: The Path of the Dragon   | Kheops Studio  | Akella, Microïds                                        |
| 4   | 2013 | Dracula 4: The Shadow of the Dragon | Koalabs Studio | Anuman, Microïds                                        |
| 5   | 2013 | Dracula 5: The Blood Legacy         | Koalabs Studio | Anuman, Microïds                                        |

Bereits im Jahr 2000 erschienen die Teile 1+2 in einer von Wanadoo (Europa) bzw. The Adventure Company (Nordamerika) veröffentlichten Kompilation. Die beiden Teile wurden außerdem 2004 in der von Electronic Arts publizierten Kompilation The Vault of Darkness zusammen mit drei Electronic-Arts-Spielen wiederaufgelegt. 2009 wurden die bisher dahin veröffentlichten drei Teile der Serie vom Münchner Zweitverwerter Morphicon zu einer Trilogy (Dracula Trilogy) zusammengefasst. 2013 wurden alle fünf Teile durch Morphicon in einer „Collector's Edition“ veröffentlicht.

## Spiele

### Dracula: Resurrection
1897 nahe dem kleinen Karpatendorf Borgo in Siebenbürgen. Die aus dem Roman bekannten Geschehnisse haben sich größtenteils wie beschrieben abgespielt. Anwalt Jonathan Harker hat gemeinsam mit seinem Freund Quincey P. Morris und seiner Verlobten Mina den Vampir Graf Dracula gefunden und kann diesen nach Auflauern in einem Hinterhalt vernichten. Die Harkers kehren nach London zurück, wo Mina sieben Jahre später noch immer an den Folgen des Vampirbisses leidet. Sie beschließt auf eigene Faust nach Transsilvanien zurückzukehren, um das Martyrium zu beenden. Jonathan folgt ihr.
In Borgo angekommen versucht Harker in Draculas Schloss zu gelangen. Dies stellt ihn vor Probleme, da zum einen die Dorfbewohner den Grafen sowie die Vorgänge im Schloss fürchten und Draculas Handlanger zum anderen die Zugangswege überwachen. Harker gelangt an einen mysteriösen Drachenring und stößt nach Hinweisen auf einen Geheimgang, der ihn im weiteren Verlauf schließlich zum Schloss führt, wo Mina sich in der Gewalt von Dracula befindet.
Im Schloss stößt Harker auf einige Zauberbarrieren, die ihm das Vorankommen erschweren – sowie im Kerker auf die verbannte Hexe Dorko, eine frühere Gefährtin von Dracula. Diese wird durch einen Fluch am Verlassen des Kellers gehindert und bietet Harker einen Pakt an: Jonathan soll Dorko ein bestimmtes Amulett beschaffen, welches ihren Fluch symbolisiert. Dafür will die Hexe Harker zu Mina führen, die von Dracula in einem Gewölbe im Dachgeschoss festgehalten wird.
Harker muss viele Rätsel lösen und Banne brechen und gelangt so schließlich in den Besitz des Amuletts, welches von Draculas Gefolgsdamen bewacht wird. Dorko führt Harker dann wie versprochen in das Gewölbe von Mina, schließt diesen aber ein, um beide Dracula zu opfern. Mittels eines Da-Vinci-Fluggerätes kann Harker aus dem Schloss entkommen und Mina in Sicherheit bringen.

### Dracula: The Last Sanctuary
London, 1904. Die Handlung setzt eine Woche nach Dracula: Resurrection ein: Jonathan Harker ist mit Mina aus Draculas Schloss entkommen. Das Mädchen befindet sich wegen ihres Vampirbisses und der damit verbundenen Aussetzer in Behandlung bei Harkers Freund Dr. John Seward, der eine Irrenanstalt leitet.
Während Seward Mina kuriert, begibt sich Harker nach Carfax, ein Landhaus in der britischen Hauptstadt, welches Dracula als dessen Behausung in England dient und das in direkter Nachbarschaft der Anstalt liegt. Nachdem Harker es geschafft hat, dieses und ein vom Grafen geleitetes Kino zu vernichten, schlägt Dracula mit gleicher Münze zurück. Er beißt auch Seward und entführt Mina nach Transsilvanien, da er keine Herberge mehr in London hat. Harkers einziger Anhaltspunkt sind der Drachenring sowie Hopkins, ein Insekten vertilgender Insasse der Klinik, der eine Vorliebe für Mina hegt und Jonathan auf die Spur des Grafen führt.
Harker gelangt erneut nach Borgo und in Draculas Schloss, wo er auf die Legende des Heiligen Sankt Georg stößt – sowie die Hexe Dorko. Diese will ihm diesmal helfen, wird aber von Draculas Gefolgsdamen umgebracht. Im Sterben gibt sie ihm den entscheidenden Hinweis, wie Jonathan den Vampirfürsten besiegen kann: verbindet man den Drachenring mit einem bestimmten Edelstein, ist die Macht des Vampirs gebrochen. Dieser Stein befand sich im Besitz von General Radu, dem Bruder von Dracula.
Harker schafft es, diesen Stein zu beschaffen und Dracula nach Bewältigung etlicher Fallen und Rätsel zum Rückzug in dessen letzte Zufluchtsstätte zu zwingen: eine verzweigte Gruft unterhalb eines Bergfrieds. Mittels des Eherings gewinnt er Mina zurück und vereinigt Radu’s Stein mit dem Drachenring. Dracula und seine Gefolgsdamen werden vernichtet und Mina von dem Fluch befreit.

### Dracula 3: The Path of the Dragon
Vatikan, 1920. Vater Arno Moriani von der Heiligen Ritenkongregation erfährt durch Kardinal Felicio Briganti, dass er in das zur Diözese Alba Iula gehörende Dorf Vladoviste geschickt werden wird um Informationen über die vor einigen Monaten verstorbene Martha Calugarul, eine Wissenschaftlerin und Kandidatin zur Heiligsprechung, zu beschaffen. Das Verfahren soll schnell über die Bühne gebracht werden, da durch die kürzliche Annexion von Transsylvanien durch Rumänien die Katholiken zur Minderheit geworden sind. Eine lokale Heilige werde das Vertrauen der regionalen Katholiken in die Kirche und sich selbst stärken.
Nach Morianis Ankunft in Vladoviste erzählt ihm Ozana, die Inhaberin der Gastwirtschaft, in welcher er während seines Aufenthaltes lebt, dass Calugarul ihren Sohn, Ariel, in Zeiten schwerer Krankheit durch die Bezahlung einer Kur an der Küste gerettet habe. Im Gasthaus trifft Moriani auch auf Janos Pekmester, einen Professor in mittelalterlicher Geschichte, welcher in Vladoviste ist um die Ruinen des in der Nähe befindlichen „Schloss des Zwielichts“ zu untersuchen. Er erfährt zudem etwas über Calugaruls Lebensgeschichte: Nachdem sie eine Wissenschaftlerin wurde fiel sie einem Unfall im Labor zum Opfer und trug daraufhin einen Schleier um eine entstellte Gesichtshälfte zu verbergen. Später arbeitete sie mit Professor Heinrich von Krüger aus München an einer Krankheit namens „P Syndrom“. Während des Krieges blieb sie in Vladoviste und kümmerte sich um die Verwundeten auf beiden Seiten. Sie starb im Schlafe, scheinbar durch Erschöpfung, kurz nachdem der Krieg endete.
Am nächsten Tag trifft Moriani einen Reporter namens Stephan Luca. Dieser erzählt ihm, dass Calugarul wegen ihres Kampfes gegen das Böse ermordet wurde. Er zeigt Moriani einen Brief von Calugarul an ihn, in welchem sie von vermehrt auftretenden Todesfällen durch unerklärlichen Blutmangel berichtet. Ebenfalls zeigt er Moriani Calugaruls medizinische Berichte, in welchen sie von Patienten berichtet, welche schlafwandeln und aggressiv auf Knoblauch reagieren. All diese Patienten hatten laut Luca zum Zeitpunkt des Todes zwei kleine Hämatome am Hals und die „P Anomalie“ war im Blut aufzufinden. Ariel war ein solcher Patient aber er erholte sich schnell nachdem Calugarul ihn aus Vladoviste fort geschickt hatte. Sie begann daran zu glauben, dass ein Vampir im Dorf sein Unwesen trieb und begab sich auf den „Pfad des Drachen“ um ihn zu finden. Moriani folgert daraus widerwillig, dass Calugarul aufgrund ihres Glaubens an Vampire und dem Praktizieren von Okkultismus niemals heiliggesprochen werden könne.
Er ruft daraufhin Kardinal Briganti an. Dieser sagt ihm er solle den Calugarul-Fall schließen und stattdessen mit einer Untersuchung, mit dem Ziel einen Gegenbeweis zur Existenz von Vampiren aufzustellen, beginnen. Briganti erklärt, dass der Vatikan seit der Veröffentlichung von Bram Stokers „Dracula“ ein enormes Erstarken des Glaubens an Vampire beobachtet hat und diesem unbedingt entgegenwirken will. Um dies zu erreichen, muss Moriani eine entsprechende Erläuterung eines anerkannten Wissenschaftlers und Historikers sichern. Luca hingegen beharrt darauf, dass Dracula kein fiktionaler Charakter, sondern ein reales Lebewesen ist und der Pfad des Drachen zu seinem Aufenthaltsort führt.
Moriani ruft Professor von Krüger an, welcher erklärt, dass das „P Syndrom“ eine Unstimmigkeit im Blut ist, welche Symptome produziert, die denen, welche mit Vampiren in Verbindung gebracht werden sehr ähneln und er momentan an einem Serum zur Heilung arbeite. Am nächsten Tag macht sich Moriani auf den Weg nach Budapest, um dort Professor Irina Boczow, die weltweit größte Expertin für Vampirismus, zu treffen. Boczow klärt Moriani über die Geschichte des Vampirismus auf und offenbart ihm, dass sie selbst an reale Vampire glaube. Sie händigt ihm daraufhin das Buch "Die Herren des Zwielichts" aus, welches besagt man müsse den Pfad des Drachen bestehen, um ein Vampir zu werden. Das Buch spekuliert, dass Vlad Țepeș selbst den Pfad in seiner Jugend bestritt. Boczow erzählt Moriani zudem, dass das Buch von der Thule-Gesellschaft verfasst wurde, einer bösen Organisation mit viel Macht.
Zurück in Vladoviste entscheidet sich Luca dazu den Pfad des Drachen allein zu bestreiten. Am Abend schreibt Moriani seinen Bericht über Vampire. Am nächsten Morgen wird Luca im Nebenraum aus nächster Nähe erschossen aufgefunden und Moriani beschließt den Pfad des Drachen zu gehen um sich selbst dem Bösen, welches das Dorf bedroht, entgegenzustellen. Ausgehend von Briefen Calugaruls an Luca begibt er sich in eine Gebirgsregion in der Türkei, in welcher Vlad Tepes ehemals gefangen gehalten wurde. Dort findet er heraus, dass die Gefangenen als Nahrung für eine im Wald lebende Kreatur zurückgelassen wurden, sodass diese die naheliegenden Dörfer verschone. Vlad jedoch war nicht als Opfergabe für diese Kreatur bestimmt.
Moriani begibt sich zurück nach Budapest um Professor Boczow zu treffen. Bei seiner Ankunft findet er sie jedoch ermordet wieder. Er kehrt nach Vladoviste zurück und findet die örtliche Kirche niedergebrannt und Calugaruls Mausoleum geschändet auf. Bei einem Besuch der örtlichen Apothekerin Dr. Maria Florescu entdeckt er einen blutigen Schal. Im anliegenden Schuppen findet er einen bewusstlosen Pekmester in einem Sarg mit einem Buch aus Boczows Bibliothek auf. Zurück im Gasthaus, entdeckt Moriani eine Bombe an seiner Tür. Er schafft es sie zu entschärfen. Ozana erzählt ihm, dass Pekmester und ein Mann aus Alba Iula in seinem Zimmer waren. Moriani betritt Pekmesters Zimmer und entdeckt, dass er und von Krüger zusammen gearbeitet haben, beide Mitglieder der Thule Gesellschaft sind und versuchen den Pfad des Drachen, dessen Ende sie im Schloss des Zwielichts vermuten, zu bestreiten. Moriani findet zudem heraus, dass sie entdeckt haben, dass Calugaruls Grab leer ist.
Mit der Hilfe der örtlichen Wahrsagerin Luana gelingt es Moriani einen geheimen Weg in den Bergen zu finden, welcher ihn ins Schloss des Zwielichts führt. Auf dem Weg durch ein unterirdisches Labyrinth trifft er auf Pekmester, welcher ihm erklärt, dass Florescu eine Dienerin Draculas sei. Moriani bahnt sich einen Weg durch allerlei Fallen und erreicht letztlich die Katakomben, wo er Draculas Körper in einem Sarg findet. Von Krüger trifft auf dem darüber liegenden Hof ein und bettelt Moriani an ihm zu vertrauen. Dieser jedoch weigert sich ihn hinab zu lassen und wendet all seine Anti-Vampir-Waffen (Knoblauch, Weihwasser, Kruzifix etc.) auf Draculas Körper an. Der Sarg verschwindet jedoch und lässt Moriani mit der Bombe als einzige Waffe zurück. Florescu trifft daraufhin ein und offenbart, dass sie Calugarul ist/war. Als sie dem Pfad des Drachen mit der Intention Dracula zu töten folgte, bot er ihr ewiges Leben und eine Wiederherstellung ihrer Schönheit an. Sie offenbart ihm, dass Pekmester sowohl Luca als auch Boczow getötet hat und Von Krüger der Kopf der Thule Gesellschaft ist. Sie wünscht Morinani Glück als Dracula selbst erscheint. Als er sich jedoch Moriani nähert zündet dieser die Bombe und zerstört so die Katakomben. Aus den Ruinen steigt ein grüner Nebel auf.
Es folgt ein Schnitt auf London im Jahre 1942. In einem Bunker unter der Stadt wird Pekmester von Captain Cunningham von der britischen Armee befragt. Cunningham will wissen was es mit der durch Von Krüger geführten Geheimoperation „Operation D“ in 1941 auf sich hatte. Pekmester fragt Cunningham ob der Name Vlad Tepes ihm etwas sage. Cunningham reagiert abschätzig und Pekmester fragt ihn „Glauben Sie an Vampire?“ als die Lichter im Raum plötzlich ausgehen.

### Dracula 4: The Shadow of the Dragon
Teil 4 der Reihe führt als neuen Hauptcharakter Ellen Cross ein, Kunstrestauratorin am Metropolitan Museum of Art in New York. Cross spürt in Budapest einem Gemälde hinterher, das Bestandteil einer Kollektion des Kunstsammlers Vambery war, angeblich samt seinem Eigentümer bei einem Schiffsuntergang verloren ging und auf einer Auktion in Budapest wieder auftauchte. Ermittlungen in Budapest führen sie zu Vamberys Villa in England. Dort trifft sie auf Vamberys Assistent Adam Stoker, einen Urenkel Bram Stokers. Sie ermittelt, dass Vambery Angst vor dem gesuchten Bild hatte und es dem New Yorker Museum of Art vermacht hatte, um nicht mehr seinem Einfluss ausgesetzt zu sein. Von Stoker erfährt sie vom „Weg des Drachen“, einem Initiationsritus, um zu einem Vampir zu werden. Ihre nächste Spur führt Cross nach Istanbul zum Maler Yanek, der in Verbindung mit dem Gemälde stehen soll. Sie bricht bei diesem ein und entwendet ein Gemälde, das sie in Unterkunft enthüllt: Es zeigt Adam Stoker. Das Bild erwacht plötzlich zum Leben, und der mit Vampirzähnen bewehrte Stoker greift nach Cross. An dieser Stelle endet das Spiel abrupt.

### Dracula 5: The Blood Legacy
Teil 5 beginnt mit dem Cliffhanger des Vorgängers: Ellen öffnet das verloren geglaubte Bild aus der Vambery-Kollektion, auf dem Vamberys Assistent Adam abgebildet ist. Das Bild erwacht zum Leben, und der mit Vampirzähnen bewehrte Adam greift nach Ellen. Dies stellt sich als Albtraum heraus; tatsächlich ist Cross mit dem noch verhüllten Bild nach New York zurückgekehrt. Das Bild erweist sich als Darstellung Draculas. Cross recherchiert die Geschichte des realen Dracula und entdeckt, dass dessen Bruder Radu das eigentliche schwarze Schaf der Familie war und Draculas Frau in den Suizid getrieben hatte, worüber Dracula nie hinwegkam.
Adam Stoker taucht in New York auf, und Cross hat einen One-Night-Stand mit ihm. Am nächsten Tag ist das Dracula-Gemälde verschwunden; Aufnahmen der Überwachungskamera zeigen, dass Stoker es gestohlen hat. Cross erfährt, dass Draculas Bruder Radu eine Geheimgesellschaft mit Sitz in Istanbul gegründet hatte. Dort ermittelt sie den Sitz der Geheimgesellschaft, die im Besitz eines Dolches war, mit dem man Dracula töten könne. Der Dolch wurde allerdings gestohlen. Weitere Ermittlungen ergeben, dass Stoker der aktuelle Vorsitzende der Geheimgesellschaft und ein direkter Abkömmling Radus ist. Cross schließt, dass Stoker Dracula mit Hilfe des Dolchs töten wolle und das Gemälde als Lockmittel benötigte. Cross sucht Yanek auf, der sich als Jahrhunderte alter Vampir entpuppt und Cross über die Hintergründe des Falles aufklärt:
Dracula wurde zum Vampir, indem er das Blut seiner Frau trank. Alle Vampire stammen von Dracula ab und können ihm deshalb nichts anhaben. Nur ein Vampir, der nicht von Dracula abstammt, könnte ihn töten, und dazu müsste jemand vom Blut von Draculas Frau trinken, das er in einer Phiole um seinen Hals aufbewahrt.
Yanek weiß auch, dass sich Dracula in der Sperrzone von Tschernobyl aufhält. Cross reist dorthin und stellt den Vampir. Auch Stoker befindet sich dort und versucht vergeblich, Dracula zu töten. Dracula bietet Cross an, vom Blut seiner Frau zu trinken; die diesbezügliche Entscheidung des Spielers führt zu zwei unterschiedlichen Spielenden. Als Teaser für einen nie erschienenen sechsten Teil wird zum Schluss gezeigt, dass es Stoker gelingt, unbemerkt vom Blut von Draculas Frau zu trinken.

## Wiederkehrende Figuren und Orte
Während Teil 1 und 2 sowie Teil 4 und 5 unmittelbar aufeinander aufbauen, gibt es zwischen den ersten beiden Teilen und Teil 3 abseits des übergeordneten Dracula-Themas und des Handlungsorts Transsylvanien keine Anknüpfungspunkte. Teil 4 und 5 greifen lediglich durch wenige inhaltliche Anspielungen auf Teil 3 zurück.
Teil 1 und 2 spielen beide im Jahr 1904 und bauen direkt auf Charaktere aus Bram Stokers Roman auf. Der Spieler übernimmt die Rolle von Stokers Hauptfigur Jonathan Harker, der, wie im Roman, seine Verlobte Mina aus den Fängen des Vampirs Dracula retten muss. Weitere in beiden Teilen vertretene Charaktere sind die dem Vampir ergebenen „Brides of Dracula“, die aus der Romanvorlage stammen, sowie die Hexe Dorko, die eine Erfindung der Spielautoren ist. Beide Teile spielen in Transsylvanien; in Teil 2 kommt noch London als Ort des Geschehens hinzu.
Teil 3 ist nur insofern mit den ersten beiden Teilen der Serie verbunden, als dass Dracula das zentrale Thema des Spiels ist und dass Teile in Transsylvanien spielen. Alle Figuren im Spiel inklusive der Spielfigur Arno Moriani sind neu, mit Ausnahme des am Ende kurz auftretenden Dracula selbst.
Teil 4 setzt die Serie erneut neu auf. Neue Spielfigur ist Ellen Cross, Handlungszeitraum sind die 2010er-Jahre. Anknüpfungen an Teil 3 ergeben sich nur über ein Tagebuch des Arno Moriani aus Teil 2, das in Teil 3 von Ellen Cross gelesen wird. Teil 5 ist die unmittelbare Fortsetzung von Teil 4, sodass Rezensenten argwöhnten, es sei einfach der zweite Teil des Spiels, das eigentlich als Ganzes hätte erscheinen sollen.

## Rezeption
Die einzelnen Spiele der Dracula-Serie erzielten wenig Medienecho, und die Rezensionen waren meistens verhalten. Nachfolgend die aggregierten Wertungen der Rezensionsdatenbank Metacritic:
| Teil | Titel                    | Rezensionen | Meta-Wertung |
| ---- | ------------------------ | ----------- | ------------ |
| 1    | Resurrection             | 13          | 67/100       |
| 2    | The Last Sanctuary       | 14          | 68           |
| 3    | The Path of the Dragon   | 11          | 65           |
| 4    | The Shadow of the Dragon | 4           | 32           |
| 5    | The Blood Legacy         | 3           | --           |